# August Mylius (Missionar)

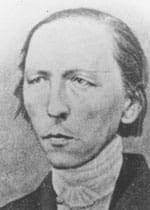

Georg Gustav Ludwig August Mylius (* 20. November 1819 in Banneick bei Wustrow; † 21. Mai 1887 in Nayudupeta, Bezirk Tirupati, Andhra Pradesh, Indien) war ein deutscher Missionar.

## Leben
Nach Schulbesuchen in Lüneburg und Ratzeburg, seinem Studium in Göttingen sowie einer Tätigkeit als Hauslehrer im Herzogtum Lauenburg trat er in die Dresdner Mission (später Leipziger Mission) ein, für die er am 3. September 1846 erstmals nach Südindien abgeordnet wurde. Nach einem Streit mit der Missionsleitung und zur Wiederherstellung seiner Gesundheit nach einem Sonnenstich kehrte er 1850 nach Hannover zurück, wo er als Seelsorger im Friederikenstift arbeitete. Als sich seine Gesundheit besserte, übernahm er auch die Seelsorge der Gefangenen im Clevertor-Gefängnis.
1864 reiste Mylius erneut nach Indien, diesmal aber als Missionsprobst für die Hermannsburger Mission. Dort gründete er im heutigen Andhra Pradesh eine evangelisch-lutherische Kirchengemeinde, die South Andhra Lutheran Church (SALC). Auch engagierte er sich nachhaltig im Streit zwischen Hermannsburger und Leipziger Mission über die Bewertung des indischen Kastensystems. Hervorgetreten ist Mylius ferner durch Schriften über die Sprache Telugu.